# Rue Lord-Byron
La rue Lord-Byron est une voie du 8e arrondissement de Paris.

## Situation et accès
Elle commence rue de Chateaubriand et se termine avenue de Friedland.

## Origine du nom
Elle porte le nom du poète anglais George Noël Gordon, Lord Byron (1788-1824). 

## Historique
La voie a été ouverte, sous sa dénomination actuelle, comme voie privée en 1825 sur les terrains de l'ancienne folie Beaujon par la Société du quartier de la chartreuse Beaujon, formée entre trois spéculateurs : Fortunée Hamelin (1776-1851), l'une des plus fameuses Merveilleuses sous le Directoire, et MM. Cottin et Rougevin.

## Bâtiments remarquables et lieux de mémoire
- No 1 : Félicité de Lamennais (1782-1854), philosophe et écrivain y a demeuré en 1848)[1].
- No 12 : ancien siège de l'ambassade du Zimbabwe en France.
- No 14 : Union sociale pour l'habitat.
- No 16 : le poète anglais Lord Byron (1788-1824) aurait habité, ainsi que Théophile Gautier, une maison située à  cet emplacement[1]
- No 17 : église luthérienne danoise de Paris, inaugurée en 1955 et membre de l'Église du Danemark.
- No 18 : 
  - hôtel de Jules Comte, membre de l'Institut, directeur de la Revue de l'Art ancien et moderne (en 1910)[1] ;
  - ambassade du Pakistan en France.

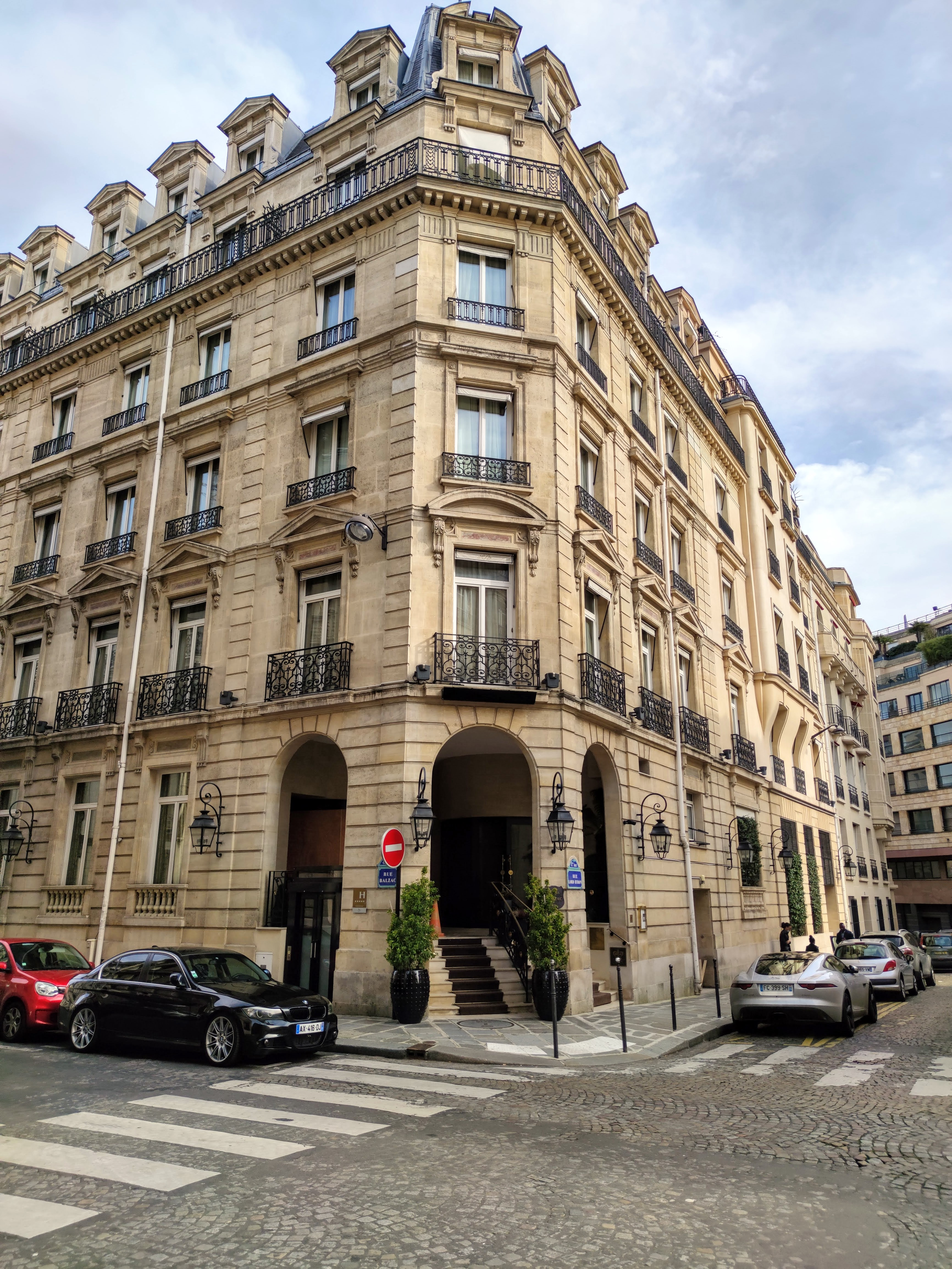
No 6.
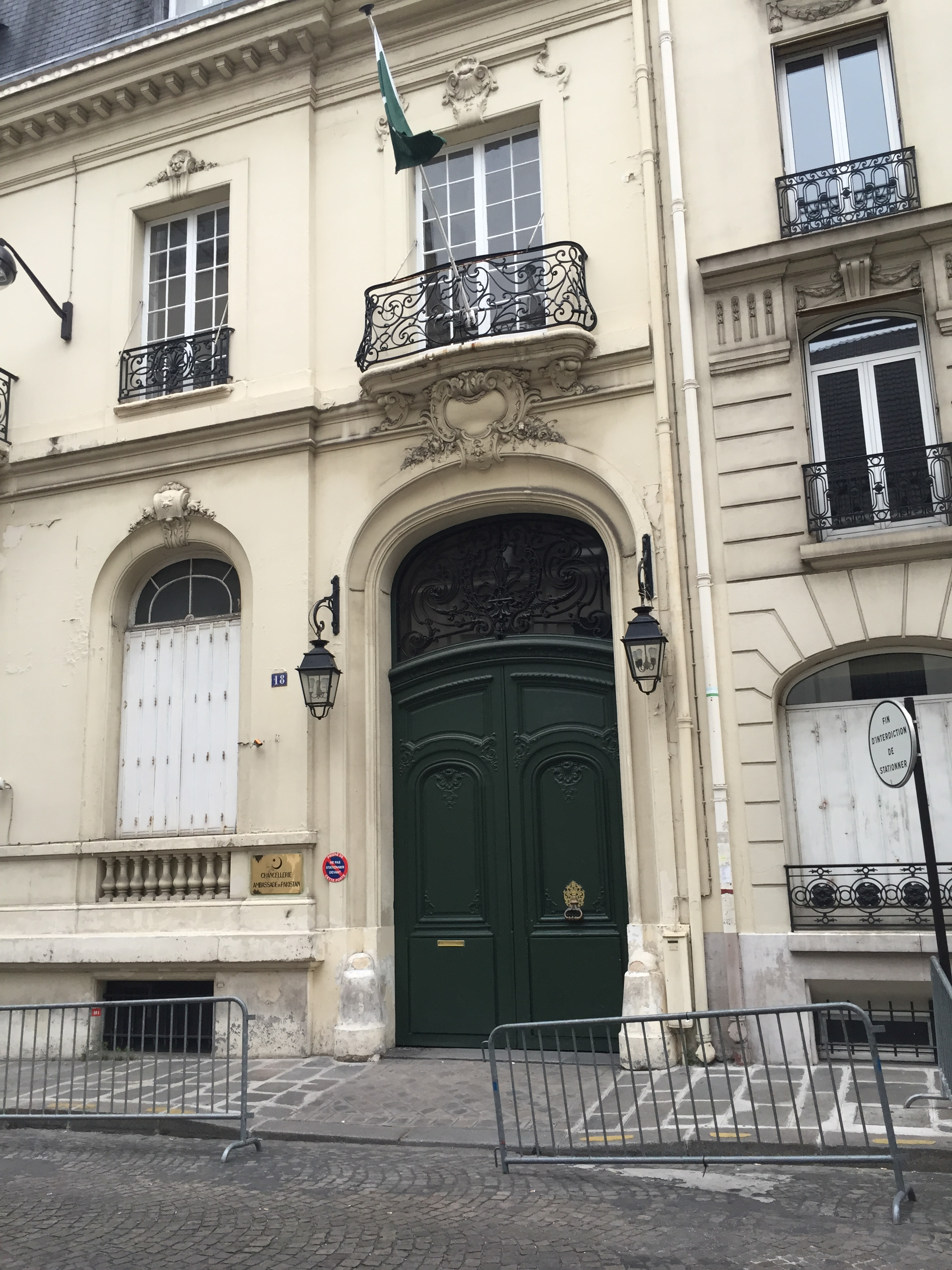
No 18.
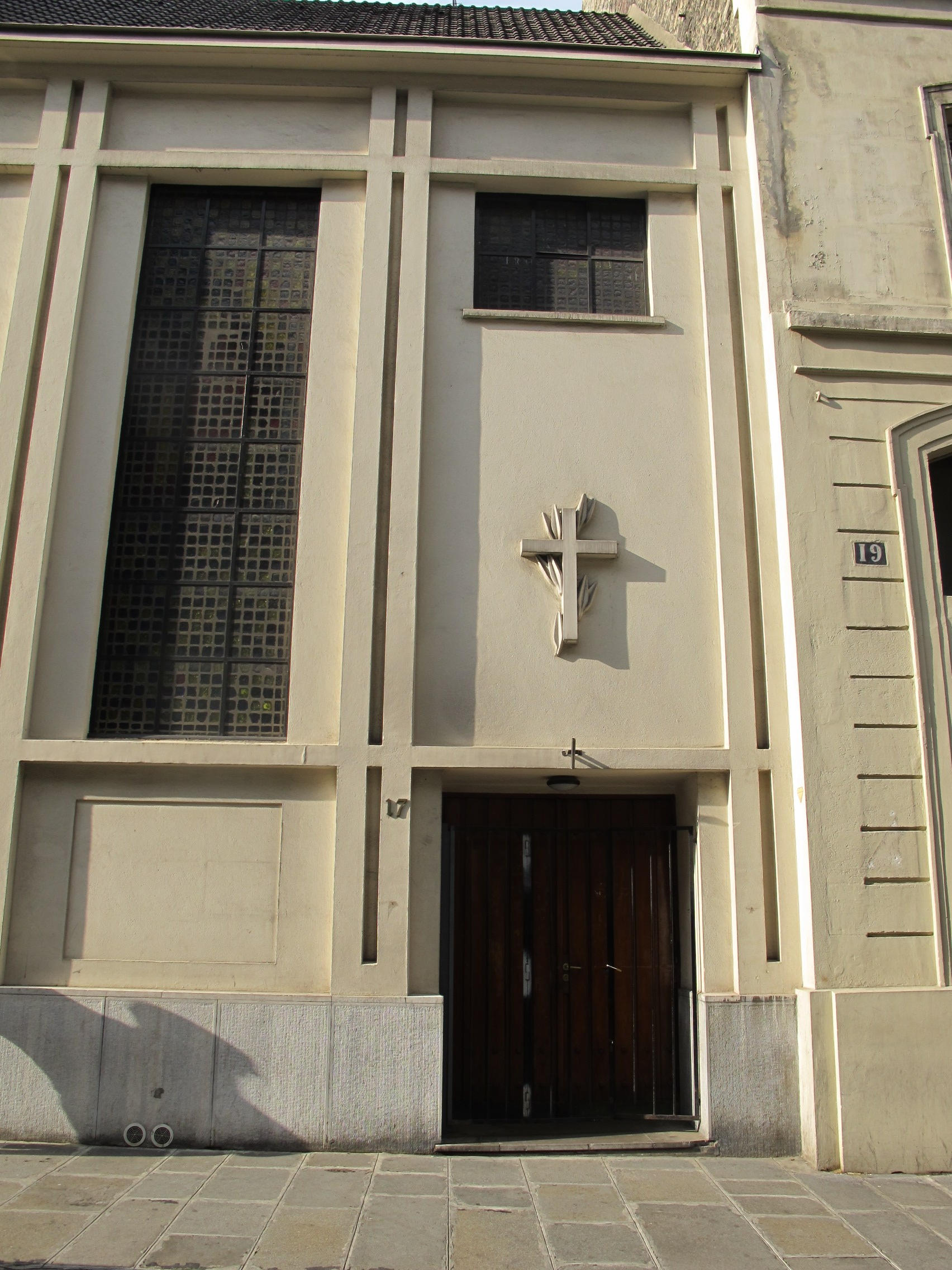
No 17.

### Bâtiments détruits
- No 1 : hôtel de M. Durieu de Lacarelle (en 1910)[1].
- No 4 : dans « un petit hôtel d'aspect élégant et mystérieux[2] », Blanche Delacroix rencontra en 1889 le roi des Belges Léopold II, dont elle deviendra la maîtresse jusqu'à la mort du souverain.
- No 5 : hôtel de style néo-Renaissance (en 1910)[1].
- No 21 : portiques des Champs-Élysées, construits en 1928 pour relier la rue Lord-Byron aux nos 144-146 avenue des Champs-Élysées et au no 4, rue Arsène-Houssaye[3].

## Au cinéma
Une scène du film Le Samouraï (1967) de Jean-Pierre Melville, avec Alain Delon, est tournée au no 1 de la rue.